# 露梁：死亡之海
《露梁：死亡之海》（韩语： Noryang: Jugeumui Bada）是2023年上映的韩国古装战争电影，为金漢珉导演“李舜臣三部曲”的第三部。电影剧情为历史上的露梁海戰。

## 演员阵容
- 金倫奭 饰演 李舜臣
- 白潤植 饰演 島津義弘
- 鄭在詠 饰演 陈璘
- 許峻豪 饰演 邓子龙
- 金成圭 饰演 俊沙
- 李奎炯 饰演 有馬晴信
- 李茂生 饰演 小西行長
- 崔德文 饰演 宋希立
- 安普賢 饰演 李薈
- 朴明勳 饰演 長寿院盛淳
- 朴勳 饰演 李云龙
- 文晶熙 饰演 方氏夫人，李舜臣的夫人。
- 郑基燮 饰演 陈蚕，陈璘的部下。
- 俞成柱 饰演 沈理，陈璘的部下。
- 安成奉 饰演 權俊，忠清道守军节度使。
- 安世浩 饰演 柳坰，海南县监。
- 李成旭 饰演 立夫，庆尚右道守军节度使。
- 吳努里 饰演 末顺，李舜臣的家仆。
- 周錫泰 饰演 島津豊久
- 崔光济 饰演 寺澤廣高
- 崔正泰 饰演 立花宗茂
- 金重熙 饰演 大村喜前
- 宋耀燮
- 林日圭
- 许在浩
- 姜新久
- 李泰亨
- 全运钟
- 朴埇佑 饰演 丰臣秀吉（特别出演）
- 金珉賞 饰演 德川家康（特别出演）
- 金柿雨 饰演 豐臣秀賴（特别出演）
- 呂珍九 饰演 李葂（特别出演）
- 裴汉星 饰演 朝鮮宣祖（特别出演）
- 南明烈 饰演 尹斗壽（特别出演）
- 孔明 饰演 李億祺（特别出演）
- 金载英 饰演 鄭運（特别出演）
- 安聖基 饰演 魚泳潭（特别出演）
- 南京邑 饰演 權慄（特别出演）
- 李帝勳 饰演 光海君（特别出演）

## 发行

### 损益平衡点
据媒体报道，该片损益平衡点约为720万观影人次。

### 票房
影片在韩国上映后连续11天蝉联单日票房冠军，累计观影人次于2023年12月30日突破300万；2024年1月6日累计观影人次突破400万。

## 奖项荣誉
| 年份   | 颁奖礼             | 奖项                | 入围者             | 结果 | 参考  |
| ------ | ------------------ | ------------------- | ------------------ | ---- | ----- |
| 2024年 | 第22届导演选择奖   | 电影部门 最佳导演   | 金汉珉             | 提名 | [ 7 ] |
| 2024年 | 第22届导演选择奖   | 电影部门 新男演员奖 | 金成圭             | 提名 | [ 7 ] |
| 2024年 | 第60届百想艺术大奖 | 电影部门 最佳影片   | 《露梁：死亡之海》 | 提名 | [ 8 ] |
| 2024年 | 第60届百想艺术大奖 | 电影部门 最佳导演   | 金汉珉             | 提名 | [ 8 ] |
| 2024年 | 第33屆釜日電影獎   | 最佳導演            | 金漢珉             | 提名 |       |
| 2024年 | 第33屆釜日電影獎   | 最佳攝影            | 金泰成             | 提名 |       |
| 2024年 | 第33屆釜日電影獎   | 最佳美術／技術      | 鄭聖鎮 (VFX)       | 獲獎 |       |